# Shemot (Parashá)

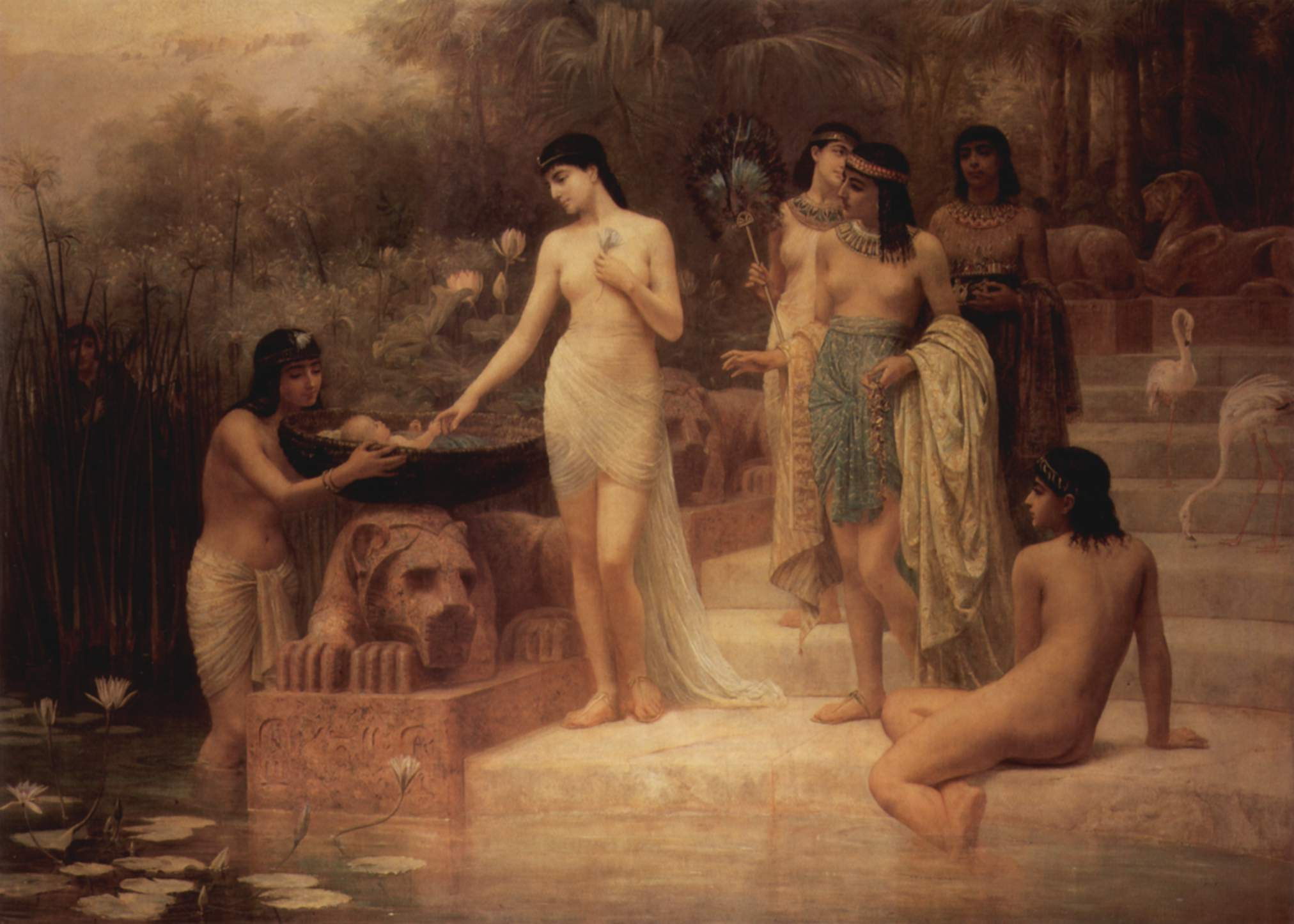
A filha do Faraó encontra Moisés no Nilo (pintura de Edwin Long, de 1886)

Shemot (em hebraico: שְׁמוֹת, cujo significado é "nomes", a segunda palavra, e a primeira palavra, da Parashá) é a décima terceira porção semanal da Torá (Parashá) no ciclo anual judaico de leitura da Torá e a primeira no livro de Êxodo. Constitui Êxodo 1:1 - Êxodo 6:1. Os judeus na diáspora a leem no décimo terceiro sabá após a Simchat Torá, geralmente no final de dezembro ou janeiro.

## Resumo
Setenta descendentes de Jacó desceram ao Egito e os israelitas foram fecundos e encheram a terra.  José e todos os de sua geração morreram e um novo Faraó se levantou sobre o Egito que não conhecia José.. Ele disse a seu povo que os israelitas haviam se tornado muito numerosos e que eles deveriam usar de sabedoria para lidar com ele, se não eles continuariam a se multiplicar e, em caso de guerra, poderiam se aliar aos inimigo do Egito.
Desta forma, os egípcios impuseram capatazes sobre os israelitas, para os afligirem com encargos - e os israelitas construíram cidades-armazéns para Faraó, Pitom e Ramessés II - mas por mais que os egípcios os afligissem, tanto mais eles se multiplicaram. Os egípcios amarguraram a vida dos israelitas com o serviço duro em procurar argila, fazer tijolos e todos os tipos de trabalho do campo.